# Vesna Milanović-Litre
Vesna Milanović-Litre (Sinj, 30. svibnja 1986.) je hrvatska rukometašica, igračica hrvatske reprezentacije.
Rukometom se bavi od 12. godine. Karijeru je počela u rodnom Sinju, potom je u Splitu igrala za Split Kaltenberg i zagrebačku Lokomotivu za koju je igrala do 2010. godine, nakon čega je u koprivničkoj Podravci. Od 2014. zaigrala je za mađarski Györi iz Vjure. 2015. je prešla u ljubljanski Krim.